# Christoph Keese

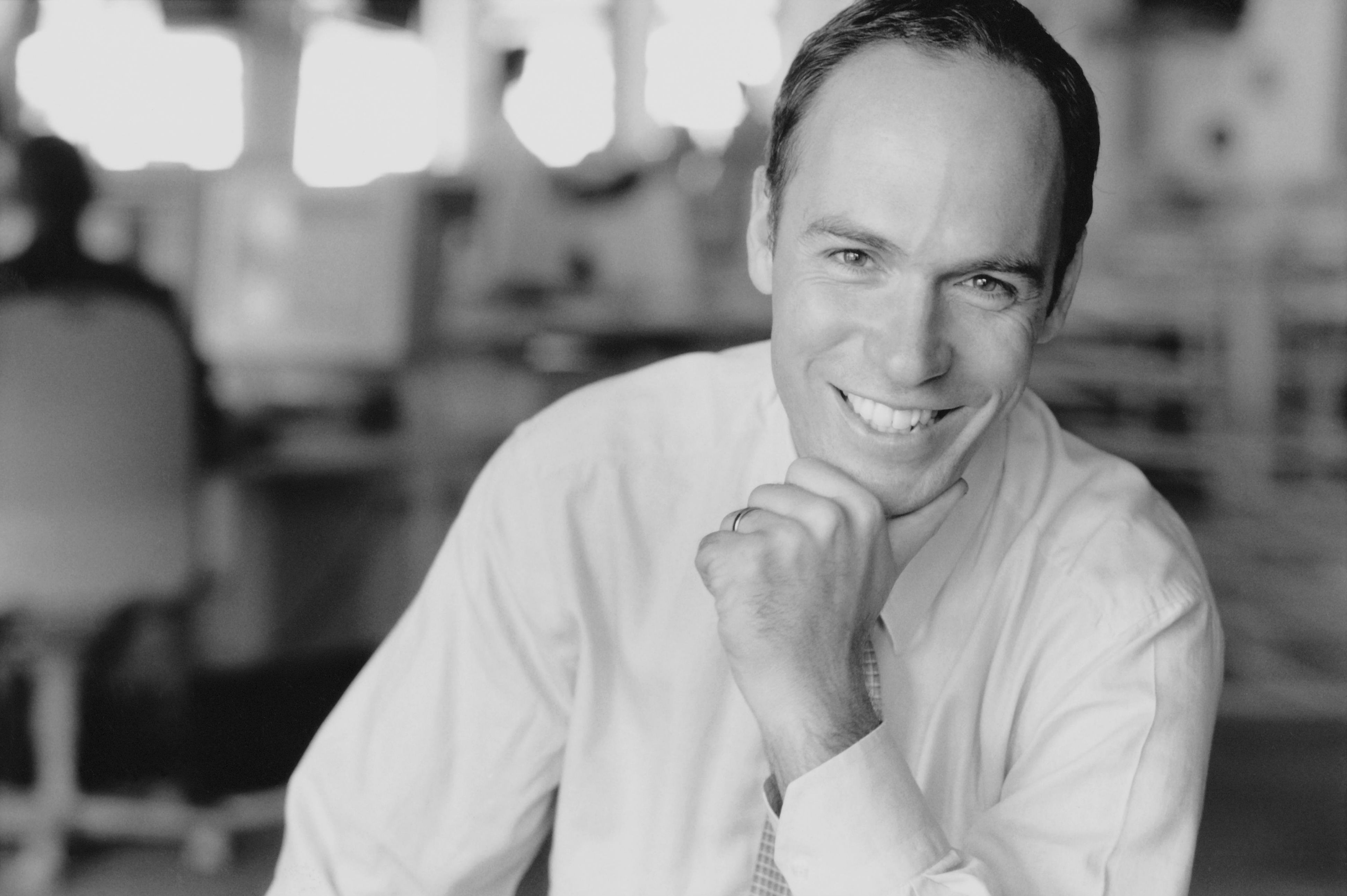
Christoph Keese

Christoph Keese (* 31. Mai 1964 in Remscheid) ist ein deutscher Journalist, Publizist und Lobbyist. Er war unter anderem Chefredakteur der Welt am Sonntag und der Financial Times Deutschland sowie Executive Vice President der Axel Springer SE. Er ist Geschäftsführer bei der Axel Springer hy GmbH.

## Leben
Keese ist Sohn einer Lehrerin und eines Managers. Seine Schulzeit verbrachte er in Dortmund, Paris, San Francisco und Essen. Nach dem Erwerb der allgemeinen Hochschulreife 1985/86 besuchte er die Henri-Nannen-Schule, die Journalistenschule des Verlags Gruner + Jahr. Anschließend studierte er Wirtschaftswissenschaften in Frankfurt am Main und Marburg. Seine berufliche Laufbahn begann Keese als Vorstandsassistent von Gerd Schulte-Hillen bei Gruner + Jahr, später wurde er Leiter der Unternehmenskommunikation.
Nach der Übernahme des Berliner Verlags durch Gruner + Jahr wechselte Keese Anfang der 1990er Jahre als geschäftsführender Redakteur sowie Ressortleiter für Wirtschaft und Medien zur Berliner Zeitung. Von 1993 bis 1994 war er außerdem Geschäftsführer der Akademie für Betriebswirtschaftslehre in Dresden, einem privaten Bildungsträger. 1997 beteiligte sich Keese an der Gründung der Financial Times Deutschland: zunächst als Prokurist und geschäftsführender Redakteur sowie dann als Stellvertreter von Chefredakteur Andrew Gowers. 2001 übernahm er schließlich gemeinsam mit Wolfgang Münchau selbst die Chefredaktion, ab September 2003 übte er die Funktion alleine aus. 2004 wechselte er als Chefredakteur zur Welt am Sonntag. 2006 übertrug man ihm zusätzlich die Positionen des Chefredakteurs von Welt Online und des Sprechers der Chefredaktionen der Welt-Gruppe und Berliner Morgenpost.
2008 gab Keese die redaktionelle Verantwortung für alle Welt-Titel an Thomas Schmid ab, anschließend wurde er Konzerngeschäftsführer Public Affairs bei Axel Springer. In dieser neu geschaffenen Rolle sollte er die Interessen des Unternehmens in Bezug auf den öffentlichen Sektor vertreten. Öffentliche Beachtung erhielt er dabei vor allem als Vertreter des Leistungsschutzrechts für Presseverleger. Seit dem Jahr 2012 koordinierte Keese zusätzlich den Bereich Investor Relations bei Axel Springer. Zum 1. September 2014 ernannte man ihn zum Executive Vice President, der neben seinen bestehenden Aufgaben fortan den Wandel von Axel Springer zum digitalen Medienunternehmen begleiten sollte.
Keese gehörte dem Kuratorium der Johanna-Quandt-Stiftung an, bis er im April 2008 – wie auch Gabriele Fischer und Mathias Müller von Blumencron – sein Amt niederlegte. Dies war eine Reaktion auf die Dokumentation Das Schweigen der Quandts, welche die Verstrickungen der Familie während der Zeit des Nationalsozialismus beleuchtete. Er ist Mitglied des Kuratoriums von AFS Interkulturelle Begegnungen, mit dem er das Schuljahr 1980/81  als Austauschschüler in den USA verbracht hatte. 2011 moderierte er wechselnd mit Sabine Christiansen die TV-Sendung Chefsache, in der man bekannte Manager wie zum Beispiel Jürgen Großmann vorstellte. Während seiner Tätigkeit für Welt am Sonntag und Welt Online führte er eine Reihe von Interviews mit Philosophen, unter anderem über die Erkenntnistheorie und Thesen von Martin Heidegger und Friedrich Nietzsche. Keese lebt mit seiner Frau und den Kindern in Berlin.
Keese gehört zu den Initiatoren der Charta der Digitalen Grundrechte der Europäischen Union, die Ende November 2016 veröffentlicht wurde. Keese gehört auch zu den Initiatoren und Gründungsmitgliedern des Europäischen Zentrums für Presse- und Medienfreiheit. 

## Bücher
Unter dem Titel Rettet den Kapitalismus! veröffentlichte Keese sein erstes Buch im Verlag Hoffmann und Campe, in dem der Autor ein Plädoyer für diese Wirtschaftsordnung vor dem Hintergrund einer schwachen Konjunktur hält. Das Werk erhielt gemischte Rezensionen: Zwar sei es mit seiner Forderung nach mehr bürgerlichem Engagement lesenswert, jedoch betrachte der Autor einige Sachverhalte zu oberflächlich. In seinem zweiten Buch Verantwortung jetzt erklärt Keese im ersten Teil, was Verantwortung grundsätzlich bedeutet und setzt sich dann damit auseinander, wie wir diese in Familie, Beruf, Staat und Gesellschaft übernehmen können. Beobachter lobten zwar die Ausführungen von Keese, die „einfach zu verstehen“ wären und ein „wunderbares Ziel vor Augen“ stellten. Sie kritisierten aber auch eine „Entwertung des Verantwortungsbegriffs“, was sich unter anderem in Tipps für Mitarbeiter von Callcentern zeige.
2013 verbrachte Keese als sogenannter Visiting Fellow sechs Monate im kalifornischen Palo Alto. Er folgte damit auf Kai Diekmann, Peter Würtenberger und Martin Sinner, die zuvor bereits das Silicon Valley besucht hatten. Seine Erfahrungen mit Startups und den großen Internetkonzernen stellte Keese in seinem dritten Buch dar. Es trägt den Titel Silicon Valley – Was aus dem mächtigsten Tal der Welt auf uns zukommt und erschien 2014 im Albrecht Knaus Verlag. Das Werk wurde in der FAZ positiv beurteilt, da Keese beschreiben und analysieren würde, „ohne larmoyant zu werden“. 2016 erschien, ebenfalls bei Knaus, Silicon Germany – Wie wir die digitale Transformation schaffen.

## Kritik
Keese gilt laut der Zeitschrift Horizont als „Chef-Lobbyist“ der Axel Springer SE. Als solcher bezeichnete er in der Vergangenheit das Unternehmen Google Inc. als „Hehlerbande“ und als „eine Art Taliban“. Laut Lobbypedia spiele er „eine maßgebliche Rolle bei der Kampagne für die Einführung eines Leistungsschutzrechts“, welches sich insbesondere gegen Google richtet und im August 2013 in Deutschland eingeführt wurde. Stefan Niggemeier warf Keese in diesem Zusammenhang vor, in der Öffentlichkeit bewusst Unwahrheiten darüber zu verbreiten. Der Onlinebranchendienst Meedia bestätigte dies überwiegend in einem Faktencheck.
Das „Leistungsschutzrecht für Presseverleger“ wurde im Herbst 2014 im deutschen Bundestag von 5 Experten einstimmig als eine „Katastrophe“ eingestuft und dessen ersatzlose Abschaffung gefordert. Auch andere Wissenschaftler bewerteten es zeitgleich als „unausgegoren, kurzatmig, lobbygetrieben“ und forderten ebenfalls die ersatzlose Abschaffung.

## Veröffentlichungen
Monografien
- Wie Deutschland wieder an die Spitze kommt. Hoffmann und Campe, Hamburg 2004, ISBN 3-455-09423-6.
- Verantwortung jetzt. Wie wir uns und anderen helfen und nebenbei unser Land in Ordnung bringen. C. Bertelsmann, München 2006, ISBN 3-570-00892-4.
- Silicon Valley. Was aus dem mächtigsten Tal der Welt auf uns zukommt. Albrecht Knaus, München 2014, ISBN 978-3-8135-0556-6.

- Silicon Germany – Wie wir die digitale Transformation schaffen. Knaus, München 2016, ISBN 3-8135-0734-3.
  - ausgezeichnet mit dem Deutschen Wirtschaftsbuchpreis 2016
- Life Changer. Zukunft made in Germany. Wie moderner Erfindergeist unser Leben verändert und den Planeten rettet. Penguin, München 2022, ISBN 978-3-328-60247-7.

Herausgeber
- mit Wolfgang Münchau (Hrsg.): 101 Frauen der deutschen Wirtschaft. Gabler, Wiesbaden 2003, ISBN 3-409-15011-0.

Sammelband
- ZDF Nachtstudio (Hrsg.): Tugenden und Laster. Gradmesser der Menschlichkeit. Suhrkamp, Frankfurt am Main 2004, ISBN 3-518-45649-0.